# GUN BLAZE WEST
『GUN BLAZE WEST』（ガン ブレイズ ウエスト）は、和月伸宏による日本の漫画。『週刊少年ジャンプ』（集英社）において、2001年2号から同年35号まで連載された。
19世紀のアメリカ西部開拓時代を舞台にしているが、サイボーグ化した人間が登場するなど、時代考証を無視したアレンジが施されている。
作者の和月は、連載開始前にアメリカへ取材旅行を行ったが、作品に取り掛かる際に主人公の人物設定などに難航し、さらに当初の予定より連載開始が大幅に早まり、準備期間もあまりない状況での連載となったことに後悔しており、それが早期打ち切りの原因だったと述べている。

## あらすじ
西暦1875年、アメリカ西部の入り口にあるウィンストン村に住む少年ビュー・バンズは、ガンマンに憧れていた。ある日、村に流れ着いたガンマンのマーカス・ホーマーと出会い、ガンマンやアウトローの間に伝わる伝説の地「GUN BLAZE WEST（ガン ブレイズ ウエスト）」の存在を知る。ビューとマーカスは一緒にガン ブレイズ ウエストへ行こうと約束するが、この村にやってきたアウトロー達との戦いでマーカスは行方不明になる。
それから5年後、成長したビューはマーカスとの約束を果たすためにガン ブレイズ ウエストへ旅立つ。

## 用語
GUN BLAZE WEST（ガン ブレイズ ウエスト）
北米大陸の西の果てにあると言われる、ガンマンやアウトロー達の間に伝わる伝説の場所。強者だけがその地を踏むことが許される。所在地はアメリカ合衆国大統領ですら知らず、この地に行くためにはさまざまなミッションをクリアしなくてはならない。
サイン＝トゥー＝ウエスト
ガン ブレイズ ウエストに行くための通行証である。方向を示すシンボルマークが刻印されている。ゼロ＝イヤー時に作成され、拳銃・コンパス・ナイフなど、さまざまなサイン＝トゥー＝ウエストが存在する。その年のゼロ＝イヤーが過ぎればただの記念品となる。このサイン＝トゥー＝ウエストが、ガン ブレイズ ウエストが行われている証拠となっている。
ゼロ＝イヤー
ガン ブレイズ ウエストで10年に一度行われる、最強の者を決める大会。西暦の末尾に0が付く年に開催されることから「ゼロ＝イヤー」と呼ばれている。この年の中間である7月1日に、西部のどこかに定められたポイントにガン ブレイズ ウエストから派遣された案内人が現れ、サイン＝トゥー＝ウエストを持つ者だけに道を示す。だが、ポイント自体は誰でも知ることができるため、ポイントにはマークを持っていない者も集まり、サイン＝トゥー＝ウエストを持たない者が所持者から奪い合う事件も起きる。ただし、サイン＝トゥー＝ウエストを持っていなくても、案内人が認めれば、次のミッションに進むことができる。
コンセントレーション＝ワン
「集中した一瞬」とも言う。集中力を瞬間的に最大まで高めることで、動作より前に認識の段階で速度と精度の向上を図る技である。「コンセントレーション＝ワン」を発動した瞬間は瞳孔が収縮し、銃弾すらかわすことができるようになる。

## 登場人物

### 主要人物
ビュー・バンズ
本作品の主人公。14歳の少年。西部の入り口にあるウィンストン村に、小学校の教師の姉であるシィシィ・バンズと一緒に住んでいる。幼少時代にマーカスと出会い、ガン ブレイズ ウエストを目指すことを決意する。9歳から特訓を重ね、素早く動くことができる。後に「コンセントレーション＝ワン」を体得する。性格は猪突猛進で無鉄砲な単細胞である。
使用する武器はサイン・トゥ・ウエストの入ったコルト・SAA。甲冑男爵との戦いで破壊されるも試練を乗り越えたと認められ、新たな銃（虹色のS.t.Wの入ったブレードナイフ付きのリボルバー）を得る。
ウィル・ジョンストン
妹と一緒にサルーンで働くバウンサーの少年。年齢は17歳。ロープを武器にしている。大学教授だった父親が研究していたガン ブレイズ ウエストを目指して旅立つ。真面目な性格で、理論派かつ慎重派である。ビューとは頻繁に衝突するが、ビューの熱い想いと実力は認めている。仕事のないときは家で読書に耽り、戊辰戦争を知っているなど博識である。
コリス・サトー（佐藤こりす）
サーカス団に所属する日本人の少女。小柄で幼く見えるが、年齢は19。会津藩に仕える武家の娘だったが、会津戦争で日本を追われて渡米(密航)した同藩士族らに「面白そうだったから」という理由で付いてきた。飄々としており、めんどうなことを嫌う反面、面白そうなことには躊躇なく飛び込む。洞察力に優れ、ナイフを投げてアウトローと戦う。「コンセントレーション＝ワン」を使うことができる。

### 参加者
ガラリッパ
かつてロドリゲスの相棒だった男。10年前にロドリゲスと一緒にガン ブレイズ ウエストへ向かおうとしていたが、ガン ブレイズ ウエストの道標として設定された小さな開拓村にてアウトロー達の闘争に遭遇し、その時の恐怖心から精神が崩壊して一気に老人化した。10年後、自分の息子達を鍛え上げ、ロドリゲスを仲間に引き込み、再びガン ブレイズ ウエストに向かおうとする。ビューとコリスに息子達を倒され、自身もビューに殴られ逃げ出すが、ガン ブレイズ ウエストに行くことは諦めていないようである。
サージ・サンダーアーム
ガン ブレイズ ウエストに向かっていたガンマンだが、その正体はアメリカ大統領からの命令でガン ブレイズ ウエストの真偽を確かめるために派遣された軍人である。南北戦争にて多数の戦果を挙げるが、あまりの残虐さに英雄と呼ばれることはなかった。左半身に試作実験兵器を搭載したサイボーグである。甲冑男爵と戦うが、圧倒的な力の前に倒される。
J・J'sギャング
ガン ブレイズ ウエストに向うガンマンの一人。ジムとマイラを相棒にしている。「アウトロー・オブ・アウトロー」と呼ばれた実在の人物ジェシー・ジェイムズで、史実の人物を作中に登場させようというコンセプトから登場した。ビュー達が頼れる大人であり、いつかは超えるべきライバルとして設定されている。紳士的な性格で、たとえ子供であっても女性は「レディ」として扱う。

### 案内人
甲冑男爵（アーマーバロン）
10年前のガン ブレイズ ウエストの勝者であり、その力を認められ、ガン ブレイズ ウエストより今年の案内人として信任された人物。星十字財団の若き頭首で、常に重さ1トンもある甲冑を装着し、背中に装備されている「ガン・ザック」による爆発的な推進力で自らを巨大な弾丸として敵をなぎ倒す。騎士道精神を体現したような男であり、常に誇り高く不正を嫌う。酒場ではミルクを注文する。
なお、甲冑のデザインは作者の漫画『武装錬金』で、巨大ロボットの武装錬金「破壊男爵（バスターバロン）」として再利用されている。
バッファローライダー
ガン ブレイズ ウエストへの第2の案内人。色黒でネイティブ・アメリカンの風貌をしており、巨大なバッファローに乗っている。巨牛を操る伝説のクライバンダ族の戦士で、甲冑男爵とも親交がある。

### その他
マーカス・ホーマー
ビューが幼少時代に出会ったガンマン。10年前にガン ブレイズ ウエストを目指して西部へ向かった。何事にも尻尾を巻いて逃げ出したことから、マーカスを知る人物達からは「負け犬（アンダードッグ）」と呼ばれていた。ビューにガン ブレイズ ウエストの存在を教え、一緒に目指そうと約束するものの、村に現れたアウトロー達と戦い、行方不明となる。最終話では生きていたことが判明する。
シィシィ・バンズ
ビューの姉で小学校教師。ビューの保護者兼一般常識人的役割を担っている。マーカスに惚れられている。
ロバート・ロドリゲス
コリスが入団していたサーカス団の団長。ビューがガン ブレイズ ウエストに向かっていることを知って、その過酷さから止めさせようとするが、ビューの決意を知り、今よりも一つ上の力を身に付けさせる。かつてビューと同じようにガン ブレイズ ウエストへ行こうとしたガンマンだったが、ガン ブレイズ ウエストの道標として設定された小さな開拓村で、住民達が参加者の闘争に巻き込まれて虐殺される現場に遭遇し、ガン ブレイズ ウエストの負の部分を身をもって体験している。
甲冑軍団（アーマーアーミー）
甲冑男爵がゼロ＝イヤーの第1の試練として参加者と戦わせた私兵団。全員が甲冑を装備しており、通常の銃弾は全く通用しない。個々人の戦闘能力も高く、多くの参加者がこの第1の試練で脱落した。第1の試練を通過できない者が第2以降の試練を通過するのは不可能と男爵が言うくらいで、ビューとウィル以外の試練通過者は全員無傷だった。

## 『るろうに剣心 -明治剣客浪漫譚-』との関連
同作者の『るろうに剣心 -明治剣客浪漫譚-』（以下、『るろうに剣心』）と年代が近いため（『るろうに剣心』は1878年（明治11年）頃、本作は1880年頃）、連載が続いていれば『るろうに剣心』の登場人物の相楽左之助が登場したかもしれないと語っている。
『るろうに剣心』の新章「北海道編」（1883年（明治16年）頃）の序章となる「外伝・明日郎 前科アリ」以降の作品からは、本作の主要人物3名をモチーフにしたキャラクターたちが登場している。

## 単行本

### ジャンプ・コミックス
1. 『ビュー＝バンズ』 2001年6月9日発行 ISBN 4-08-873128-X
2. 『サイン＝トゥ＝ウエスト』 2001年9月9日発行 ISBN 4-08-873163-8
3. 『Waiting for you at the place we dreamt of.』 2001年11月7日発行 ISBN 4-08-873189-1

### 集英社文庫
1. 2011年8月18日発売 ISBN 978-4-08-619270-5
2. 2011年9月16日発売 ISBN 978-4-08-619271-2